# Kunešov
Kunešov (bis 1927 slowakisch Konošov; deutsch Kuneschhau; ungarisch Kunosvágása, bis 1888 Konossó) ist eine Gemeinde in der Slowakei im Okres Žiar nad Hronom, sieben Kilometer nordwestlich von Kremnica. 
Die Gemeinde war Teil der Kremnitzer Sprachinsel und des bis Mitte des 20. Jahrhunderts so bezeichneten Hauerlandes. Bis zur Vertreibung der Karpatendeutschen im Zweiten Weltkrieg war sie eine von über 20 überwiegend deutschsprachigen Ortschaften in der Slowakei. Heute lebt dort eine deutsche Minderheit (2011 etwa 14 % der Einwohnerschaft).

## Geschichte
1342 wurde das überwiegend katholische Dorf St. Michaelis von deutschen Bergleuten im damaligen Königreich Ungarn gegründet. Im Winter 1429 übergab Siegmund von Luxemburg den Ort der Stadt Kremnitz; seine Einwohner wurden somit Leibeigene der Stadt. Bei der Volkszählung im Jahr 1910 bezeichneten sich von 1913 Einwohnern 1876 Personen als „zur deutschen Volksgruppe zugehörig“ und nur 37 als „Anderssprachige“.
Während des Zweiten Weltkrieges bildete sich in der Gemeinde eine deutsche Widerstandsgruppe. Später – während des Slowakischen Nationalaufstandes – auch eine Partisanenabteilung unter der Führung von Gejza Lacko. Die Wehrmacht oder die SS brannte am 2. April 1945 zur Vergeltung für die Unterstützung der Partisanen 198 Häuser und Wirtschaftsgebäude ab. Während des Krieges kamen insgesamt 72 Gemeindebewohner ums Leben. Einige deutsche Bewohner entgingen aufgrund ihrer Verdienste im Kampf gegen die deutschen Okkupanten der Vertreibung, der ein Großteil der deutschen Bevölkerung der Tschechoslowakei nach 1945 zum Opfer fiel. Die meisten Bewohner wurden jedoch aus dem Dorf deportiert.

## Bevölkerung
| Jahr                | 1994 | 2004    | 2014    | 2024     |
| ------------------- | ---- | ------- | ------- | -------- |
| Anzahl der Personen | 262  | 252     | 238     | 197      |
| Unterschied         |      | −3,81 % | −5,55 % | −17,22 % |

| Jahr                | 2023 | 2024    |
| ------------------- | ---- | ------- |
| Anzahl der Personen | 203  | 197     |
| Unterschied         |      | −2,95 % |

## Bibliografie
- J.G. Fröhlich: Kuneschhau. Erinnerung an ein deutsches Dorf in der Slowakei. Hilfsbund karpatendeutscher Katholiken. Stuttgart 1974.